# Naphthalin-1-sulfonsäure
Naphthalin-1-sulfonsäure ist eine chemische Verbindung aus der Gruppe der Naphthalinsulfonsäuren.

## Gewinnung und Darstellung
Naphthalin-1-sulfonsäure kann durch Reaktion von Naphthalin mit 96%iger Schwefelsäure bei anfangs 20 °C und dann langsam auf 70 °C erhöhter Temperatur hergestellt werden. Ein alternatives Sulfonierungsverfahren verwendet Schwefeltrioxid in einem Lösungsmittel wie Tetrachlorethan.

## Eigenschaften
Naphthalin-1-sulfonsäure ist ein weißer Feststoff, der mischbar mit Wasser und Ethanol ist.
Über die Ausgangsverbindung steht die Naphthalin-2-sulfonsäure im Gleichgewicht mit der Naphthalin-2-sulfonsäure, wobei bei höherer Temperatur das 2-Isomer bevorzugt wird. Bei 160 °C liegt zu 15 % die Naphthalin-1- und zu 85 % die Naphthalin-2-sulfonsäure vor.
Durch Erhitzen mit verdünnter Mineralsäure wird die Verbindung zu Naphthalin desulfoniert. Durch Halogenierung wird auch die Sulfonsäuregruppe entfernt, wobei hauptsächlich 1,5-Dihalogennaphthaline gebildet werden. Durch Behandlung der wasserfreien Säure mit Phosphorpentachlorid bei 100 °C entsteht Naphthalin-1-sulfonylchlorid.

## Verwendung
Naphthalin-1-sulfonsäure kann zur Herstellung von Naphthalin-1,5- und Naphthalin-1,6-disulfonsäure verwendet werden.